# Olinto Gadelha
Olinto Gadelha é professor na área de tecnologia da informação e autor de oito livros na área técnica. Em 2008, escreveu o roteiro da história em quadrinhos Chibata! - João Cândido e a revolta que abalou o Brasil (desenhada por Hemeterio), graças à qual ganhou o Troféu HQ Mix de 2009 na categoria "roteirista revelação". A HQ, contudo, foi posteriormente acusada de ter sido plágio de uma peça de teatro.